# Zeri
Zeri település Olaszországban, Massa-Carrara megyében. Lakosainak száma 939 fő (2023. január 1.). Zeri Albareto, Mulazzo, Pontremoli, Rocchetta di Vara, Sesta Godano és Zignago községekkel határos.

## Népesség
A település népességének változása:
| Lakosok száma | 1071 | 1057 | 939  |
|               | 2017 | 2018 | 2023 |